# Радіум-Спрінгс (Нью-Мексико)
Радіум-Спрінгс (англ. Radium Springs) — переписна місцевість (CDP) в США, в окрузі Донья-Ана штату Нью-Мексико. Населення — 1498 осіб (2020).

## Географія
Радіум-Спрінгс розташований за координатами 32°28′42″ пн. ш. 106°54′11″ зх. д. / 32.47833° пн. ш. 106.90306° зх. д. (32.478263, -106.903112).  За даними Бюро перепису населення США в 2010 році переписна місцевість мала площу 15,48 км², уся площа — суходіл.

## Демографія
Згідно з переписом 2010 року, у переписній місцевості мешкало 1699 осіб у 635 домогосподарствах у складі 479 родин. Густота населення становила 110 осіб/км².  Було 689 помешкань (45/км²).
Расовий склад населення:
| - 85,5 % — білих - 0,9 % — корінних американців - 0,5 % — чорних або афроамериканців - 0,4 % — азіатів - 10,9 % — осіб інших рас |

До двох чи більше рас належало 1,7 %. Частка іспаномовних становила 52,8 % від усіх жителів.
За віковим діапазоном населення розподілялося таким чином: 25,7 % — особи молодші 18 років, 61,4 % — особи у віці 18—64 років, 12,9 % — особи у віці 65 років та старші. Медіана віку мешканця становила 41,0 року. На 100 осіб жіночої статі у переписній місцевості припадало 94,8 чоловіків;  на 100 жінок у віці від 18 років та старших — 94,8 чоловіків також старших 18 років.
Середній дохід на одне домашнє господарство  становив 68 035 доларів США (медіана — 56 506), а середній дохід на одну сім'ю — 71 124 долари (медіана — 74 191). Медіана доходів становила 41 828 доларів для чоловіків та 32 107 доларів для жінок. За межею бідності перебувало 24,6 % осіб, у тому числі 35,9 % дітей у віці до 18 років та 29,8 % осіб у віці 65 років та старших.
Цивільне працевлаштоване населення становило 689 осіб. Основні галузі зайнятості: освіта, охорона здоров'я та соціальна допомога — 22,1 %, транспорт — 17,3 %, публічна адміністрація — 16,1 %.